# La moglie dell'uomo che viaggiava nel tempo
La moglie dell'uomo che viaggiava nel tempo (The Time Traveler's Wife) è un romanzo fantastico del 2003 di Audrey Niffenegger. Si tratta di una storia d'amore non convenzionale che è incentrata su un uomo che per un difetto genetico si trova, senza volerlo, a viaggiare nel tempo e della moglie, un'artista, che ha conosciuto quando era piccola.
È stato edito in italiano nel 2005 da Arnoldo Mondadori Editore.

## Trama
Il romanzo racconta, tramite prospettive alternate, le storie del bibliotecario Henry DeTamble (nato nel 1963) e di sua moglie Clare Anne Abshire (nata nel 1971), un'artista. Henry ha una rarissima malattia genetica a causa della quale, dall'età di cinque anni, viaggia incontrollabilmente nel tempo senza poter determinare quando partire, la destinazione o la durata del viaggio. Le sue destinazioni sono legate al suo subconscio: viaggia molto spesso in luoghi e tempi legati alla sua storia. Alcuni stimoli come lo stress possono innescare il viaggi, ragione per cui Henry va spesso a fare jogging per mantenere la calma e rimanere nel presente. In futuro cerca prodotti farmaceutici che potrebbero essere in grado di aiutarlo a controllare i suoi salti, chiedendo anche il consiglio di un genetista. Henry non può portare nulla con sé nel futuro o nel passato, il che significa che arriva sempre nudo e poi fatica a trovare vestiti, riparo e cibo. Con il tempo sviluppa una serie di abilità di sopravvivenza, tra cui il furto e tecniche di autodifesa, spesso con l'aiuto di altre versioni di sé.
All'inizio della storia, nel 1991, la ventenne Clare va in biblioteca e incontra il ventottenne Henry: lei già lo conosce, mentre lui non l'ha mai vista prima. Si tratta del momento in cui le linee temporali di Henry e Clare convergono "naturalmente", essendo la prima volta che Henry incontra la ragazza. Da allora, Henry si mette a viaggiare in periodi relativi all'infanzia e all'adolescenza di Clare nel Michigan; durante una delle sue prime visite, al 1977, quando lei ha sei anni, Henry le consegna un elenco di date in cui apparirà e lei le trascrive su un diario per ricordarsi di fornirgli cibo e vestiti al suo arrivo. Con il passare del tempo, i due stringono una relazione: Henry rivela inavvertitamente che in futuro si sposeranno e in un'occasione aiuta Clare a vendicarsi di un ragazzo che ha abusato di lei. L'ultima visita temporale che Clare riceve da parte di Henry è nel 1989, il giorno del suo diciottesimo compleanno, quando fanno sesso per la prima volta. Vengono poi separati per due anni, fino al loro incontro in biblioteca.
Successivamente, la coppia si sposa. Poco dopo il loro matrimonio, Clare ha dei problemi a portare a termine una gravidanza a causa dell'anomalia genetica che Henry presumibilmente trasmette al feto. Dopo cinque aborti spontanei, Henry decide di risparmiare ulteriori sofferenze alla moglie e si sottopone a una vasectomia; tuttavia, una versione passata di Henry fa visita a Clare e fa l'amore con lei, portandola ad avere una bambina di nome Alba. Anche Alba ha lo stesso disturbo genetico del padre, ma riesce abbastanza a controllare i viaggi nel tempo e le destinazioni. Poco prima della nascita della bambina, Henry viaggia nel futuro e incontra sua figlia decenne mentre è in gita scolastica. Apprende così di essere destinato a morire quando Alba ha cinque anni.
Quando ha 43 anni, durante quello che sarà il suo ultimo anno di vita, Henry viaggia nel tempo fino a un parcheggio di Chicago in una gelida notte d'inverno dove non riesce a trovare riparo. A causa dell'ipotermia e del congelamento di cui soffre mentre dorme nel parcheggio, i suoi piedi vengono amputati quando torna nel presente. Sia Henry che Clare sanno che senza la possibilità di scappare quando viaggia nel tempo, Henry morirà sicuramente nei suoi prossimi salti. Alla vigilia di Capodanno del 2006, Henry viaggia nel tempo nel mezzo dei boschi del Michigan nel 1984 e viene colpito accidentalmente dal fratello di Clare, una scena prefigurata in precedenza nel romanzo. Henry torna al presente e muore tra le braccia di Clare.
Clare è devastata dalla morte di Henry. Successivamente trova una lettera di Henry che le dice di "smettere di aspettarlo", sebbene descriva anche un momento nel suo futuro in cui lo rivedrà. La coppia si riunisce quando Clare ha 82 anni e Henry 43. L'ultima scena del romanzo mostra un momento in cui Clare, ben oltre la sua vecchiaia, aspetta ancora Henry, come ha fatto per la maggior parte della sua vita.

## Adattamento cinematografico
I diritti del libro sono stati acquistati da Brad Pitt e nel 2009 è stato realizzato un adattamento cinematografico del romanzo intitolato Un amore all'improvviso, diretto da Robert Schwentke con protagonisti Eric Bana e Rachel McAdams.

## Adattamento televisivo
Nel luglio 2018 HBO ha ottenuto i diritti per adattare il romanzo in una serie televisiva, scritta da Steven Moffat. Nel febbraio 2021 Rose Leslie e Theo James sono stati scelti per interpretare i protagonisti. La serie ha debuttato il 15 maggio 2022.

## Edizioni
- Audrey Niffenegger, La moglie dell'uomo che viaggiava nel tempo, traduzione di Katia Bagnoli, Scrittori italiani e stranieri, Mondadori, 2005,  p. 500, ISBN 88-04-53483-4.
- Audrey Niffenegger, La moglie dell'uomo che viaggiava nel tempo, traduzione di Katia Bagnoli, Oscar Bestsellers, Mondadori, 2006,  p. 503, ignoto.
- Audrey Niffenegger, La moglie dell'uomo che viaggiava nel tempo, traduzione di Katia Bagnoli, Oscar contemporanea, Mondadori, 2009,  p. 503, ISBN 88-04-58359-2.